# SWAT
SWAT (eng. Special Weapons and Tactics, hrv. posebna oružja i taktike) naziv je za američke paravojne policijske postrojbe koje su posebno obučene za obavljanje određenih zadataka (npr. spašavanje taoca, protuterorističko djelovanje...) i osobito opasnih zadataka (uhićenja naoružanih kriminalaca...). Svaka glavna policijska postaja u SAD-u imaju takav odjel.

## Vanjske poveznice
- NTOA.org The National Tactical Officers Association, a national organization of tactical professionals.
- ITOTA.net The International Tactical Officers Training Association, an international organization of tactical professionals